# Paranoimia
"Paranoimia (featuring Max Headroom)" is een nummer van de Britse avant-garde popgroep The Art of Noise uit 1986, afkomstig van hun album In Visible Silence. "Paranoimia" haalde de elfde plaats in de Nederlandse Top 40  en de zeventiende plaats in de Vlaamse Ultratop 50.

## Inhoud
Er bestaan twee verschillende versies van het nummer: het instrumentale "Paranoimia" en het bekendere "Paranoimia featuring Max Headroom" waarop de stotterende Max Headroom (Matt Frewer) op absurde wijze vertelt over hoe hij niet in slaap kan geraken, daarbij aan het eind onder meer verwijzend naar het Art of Noise-nummer Happy Harry's High Club. De titel van het nummer is een porte-manteau opgesteld uit de woorden paranoia en insomnia (slapeloosheid).
De 12-inchversie heeft een heel andere sound met Max Headroom als ceremoniemeester. Headroom praat over de muziek en geeft een met woordspelingen beladen introductie van de vermeende bandleden: acteur Peter O'Toole op trompet (de afwezigheid van een trompet in het nummer uitgelegd door O'Toole, ooit berucht vanwege zijn drankgebruik, 'even uitrusten tussen de bars'), tennisster Martina Navratilova op bas, zangeres en actrice Cher als zangeres ('Gaat het, Mike?'), en de paus op drums.

Am I dreaming? No.
Where am I? In bed.
Well, what am I doing? 
Oh, talking to myself. [...] Look, I must have a star on my door.
Or better still a door-a doo-a door?
Ah, swing doors up.
Okay doors, swing.
— Max Headroom, intro "Paranoimia" (1986)